# Upper Grand Lagoon
Upper Grand Lagoon és una concentració de població designada pel cens dels Estats Units a l'estat de Florida. Segons el cens del 2000 tenia 10.889 habitants.

## Demografia
Segons el cens del 2000, Upper Grand Lagoon tenia 10.889 habitants, 4.615 habitatges, i 3.032 famílies. La densitat de població era de 509,6 habitants/km².
Dels 4.615 habitatges en un 29,3% hi vivien nens de menys de 18 anys, en un 52,2% hi vivien parelles casades, en un 9,7% dones solteres, i en un 34,3% no eren unitats familiars. En el 27,5% dels habitatges hi vivien persones soles el 7,9% de les quals corresponia a persones de 65 anys o més que vivien soles. El nombre mitjà de persones vivint en cada habitatge era de 2,33 i el nombre mitjà de persones que vivien en cada família era de 2,83.
Per edats la població es repartia de la següent manera: un 22,7% tenia menys de 18 anys, un 7,2% entre 18 i 24, un 31,8% entre 25 i 44, un 25,4% de 45 a 60 i un 12,8% 65 anys o més.
L'edat mediana era de 39 anys. Per cada 100 dones de 18 o més anys hi havia 103,6 homes.
La renda mediana per habitatge era de 42.060 $ i la renda mediana per família de 55.000 $. Els homes tenien una renda mediana de 35.179 $ mentre que les dones 25.056 $. La renda per capita de la població era de 24.996 $. Entorn del 7,5% de les famílies i el 9,6% de la població estaven per davall del llindar de pobresa.

## Poblacions més properes
El següent diagrama mostra les poblacions més properes.